# 大卫·奥格威

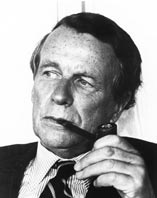
大卫·奥格威

大卫·麦肯兹·奥格威（David MacKenzie Ogilvy，1911年6月23日—1999年7月21日）曾被称为“广告怪杰”的人现在已经成为了举世闻名的“广告教父”（又称广告教皇，“The Father of Advertising”），其创办的奥美广告公司今天已成为世界上最大的广告公司之一。曾经当过见习厨师、推销员、农夫。
1960年代的美国广告三大宗师中，奥格威的风格最朴实。有调查显示它通过广告卖出去的产品数量是比尔·伯恩巴克和李奥·贝纳加起来的6倍。
其著作《奥格威谈广告》（Ogilvy on Advertising），在全球被作为广告人的基本教材之一，颇受欢迎。

## 生平

### 早年岁月(1911 - 1938)
奥格威在牛津大学时因为成绩太差，被退学。他也做过厨师。

### 在盖洛普的岁月 (1938 - 1948)
1938年，奥格威来到美国，并加入了盖洛普调查公司。

### 在奥美的岁月(1965-1973)
1948年，37岁的奥格威创建奥美广告 （Ogilvy & Mather），奥格威于1973年退休.

### 与WPP在一起 (1989 - 1999)
1989年，奥美集团被由英国人控股的WPP集团以8.64亿美元收购。此次收购WPP集团同时获得了很多其他的广告公司，包括著名的智威汤逊(J.Walter Thompson)，WPP集团一跃成为全球最大的广告集团。奥格威本人曾在WPP做了三年的非执行董事。